# Euchone lawrencii
Euchone lawrencii är en ringmaskart som beskrevs av McIntosh 1916. Euchone lawrencii ingår i släktet Euchone och familjen Sabellidae. Inga underarter finns listade i Catalogue of Life.